# کاریبانا
کاریبانا (انگلیسی: Caribana) جشنواره ای از فرهنگ و سنت‌های کارائیب است که هر تابستان در شهر تورنتو، انتاریو، کانادا برگزار می‌شود.